# Джери и Пейсмейкърс
„Джери и Пейсмейкърс“ (на английски: Gerry & The Pacemakers) е британска поп рок група.
Основана през 1959 г., тя достига голяма популярност през 1960-те години. Подобно на „Бийтълс“, групата е създадена в Ливърпул, а неин мениджър става Браян Епстайн.
Прекратява дейността си през 1966 г.
1. ↑  Silvia Pingitore. Gerry and the Pacemakers, You'll Never Walk Alone and Liverpool FC: interview